# Lac Canusio
Le lac Canusio est un plan d'eau douce, dans la partie Nord-Est du territoire de Senneterre, dans la municipalité régionale de comté (MRC) de La Vallée-de-l'Or, dans la région administrative du Abitibi-Témiscamingue, dans la province de Québec, au Canada.
Le lac Canusio est situé dans le canton de Noiseux, de Logan et de Cherrier. La foresterie constitue la principale activité économique du secteur. Les activités récréotouristiques arrivent en second.
Le bassin versant du lac Canusio est accessible grâce à une route forestière (sens Nord-Sud) sur le côté Est de la vallée de la rivière Saint-Cyr Sud  ; en sus, une autre route forestière (sens Est-Ouest) dessert dessert le Sud de la rivière Mégiscane.
La surface du lac Canusio est habituellement gelée du début novembre à la mi-mai, toutefois la circulation sécuritaire sur la glace se fait généralement de la mi-novembre à la mi-avril.

## Géographie
Le lac Canusio comporte une longueur totale de 17,2 km et une largeur maximale de 2,4 km dans sa partie Sud. Ce lac a une forme complexe comportant un archipel d’îles, plusieurs presqu’îles et baies. Du côté Ouest, ce lac compte une grande zone de marais. La surface de ce lac est à une altitude : 393 m.
Le lac Canusio est alimenté par la rivière Saint-Cyr Sud (venant du Nord-Est) et la rivière Mégiscane (venant du Sud).
L’embouchure du lac Canusio est localisée sur la rive Nord du lac, soit à  :
- 29,0 km au Nord-Ouest du barrage à l’embouchure du lac du Poète (rivière Mégiscane) lequel permet la déviation des eaux de la partie supérieure de la rivière Mégiscane vers le réservoir Gouin  ;
- 31,7 km à l’Ouest d’une baie de la rive Ouest du réservoir Gouin  ;
- 98,8 km au Nord-Est de l’embouchure de la rivière Mégiscane (confluence avec le lac Parent (Abitibi)  ;
- 374 km au Sud-Est de l’embouchure de la rivière Nottaway (confluence avec la Baie de Rupert)  ;
- 65,2 km au Sud-Ouest du centre du village de Obedjiwan  ;
- 101,2 km au Sud-Est du centre du village de Lebel-sur-Quévillon[1].

Les principaux bassins versants voisins du lac Canusio sont  :
- côté nord  : lac Saint-Cyr (rivière Saint-Cyr Sud), rivière Saint-Cyr Sud, lac Cherrier, lac Mesplet  ;
- côté est  : lac Dumont, lac Pascagama, lac Deschamps, rivière Pascagama  ;
- côté sud  : lac Ouiscatis, lac Pascagama, rivière Mégiscane, rivière Suzie  ;
- côté ouest  : lac Mégiscane, rivière Mégiscane.

## Toponymie
Jadis, ce plan d’eau était désigné « lac Matciskan ».
Le toponyme « lac Canusio » a été officialisé le 5 décembre 1968 par la Commission de toponymie du Québec, soit lors de sa création.